# Brady Leman
Brady Leman, född 16 oktober 1986, är en kanadensisk freestyleåkare. Han blev olympisk mästare i skicross vid olympiska vinterspelen 2018 i Pyeongchang i Sydkorea.
Leman deltog även vid olympiska vinterspelen 2014.